# Stefan de Vries (journalist)
Stefan de Vries (Middelburg, 13 juni 1970) is een Nederlands journalist en schrijver.

## Biografie
Hij studeerde rechten aan de Universiteit van Amsterdam, is in Frankrijk afgestudeerd aan de Sorbonne in kunstgeschiedenis en voltooide de regieopleiding aan de New York Film Academy in Los Angeles.
Van 1998 tot 2020 woonde hij in Parijs, Frankrijk waar hij werkte als journalist en correspondent. Daarnaast werkt hij ook als schrijver, commentator, presentator en voice-over. In Nederland en Frankrijk treedt hij op als spreker over etiquette, Frankrijk en Europa.
In oktober 2010 begon hij het programma BNR Europa waarin hij als presentator zijn federalistische standpunt regelmatig liet blijken. Dat programma presenteerde hij opnieuw van 2021-2023 samen met Geert-Jan Hahn. Sinds 2021 is hij onder meer Europaverslaggever bij BNR.
Hij (co-)presenteert een aantal podcasts, waaronder 'Van Onze Correspondent', 'So French' en 'Het Leesvirus, een podcast over boeken samen met Olaf Koens.
In 2024 maakte hij voor BNR de “ad hoc cast” Café de Paris over de ingelaste Franse verkiezingen.

### Confrontaties
In 2013 noemde de Franse politicus Jean -Luc Mélenchon hem een "boerenlul" en "slapjanus" na het verspreiden van een foto die liet zien dat Mélenchon een demonstratie groter presenteerde dan het was.
Sinds 2018 weigerde de burgemeester van Parijs zijn verzoek om inzage in de onkosten die ze maakte in 2017, het jaar dat Parijs de Olympische Spelen van 2024 toebedeeld kreeg. Na een proces dat 5 jaar duurde oordeelde de hoogste bestuursrechter dat ze dat alsnog moet doen en hem moet compenseren.

## Prijzen
- 26 juni 2012 - Prix de l'initiative européene[6]
- 13 juni 2013 - Euronederlander van het jaar[7]

- International Standard Name Identifier: 0000 0003 9620 7489
- Nederlandse Thesaurus van Auteursnamen: 188481664
- Virtual International Authority File: 291142844